# Karl Knoll (Politiker)
Karl Wilhelm Gustav Theodor Knoll (* 23. Dezember 1864 in Waldeck; † 31. Mai 1921 in Arolsen) war ein deutscher Pfarrer und Politiker.

## Leben
Knoll war der Sohn des Schullehrers Christian Knoll (1835–1913) und dessen Ehefrau Caroline, geborene Döhne (1840–1932). Er heiratete 1897 Louise Engel (* 1876). Knoll studierte Theologie und war 1891 bis 1892 Privatlehrer in Wegeleben, bevor er 1893 bis 1899 Pfarrer in Ober-Waroldern wurde. Von 1899 bis 1908 war er Pfarrer in Twiste, anschließend von 1908 bis 1918 Hofprediger des Fürsten von Waldeck und Pyrmont und Schulrat. Von 1914 bis 1919 war er für den Wahlkreis Kreis der Twiste Abgeordneter im Landtag des Fürstentums Waldeck-Pyrmont. 